# 시베쓰군

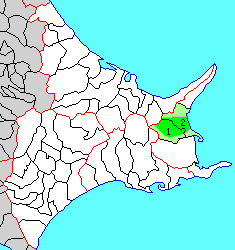
시베쓰 군의 위치（1.1번은 나카시베쓰 정 2번은 시베쓰 정이다. 연녹색 다른 군으로 편입된 지역이다. 밝은 노란색:다른 군으로 편입된 지역이다

시베쓰군(일본어: 標津郡)은 일본 홋카이도 네무로 지청의 군이다.
인구 27,021명, 면적 1,309.56km², 인구밀도 20.6명/km².(2025년 2월 28일, 주민기본대장인구)
이하 2정으로 구성된다.
- 시베쓰정(標津町)
- 나카시베쓰정(中標津町)

## 역사
에도 시대의 시베쓰 군역은 마쓰마에번에 의해 설치된 네모로 장소에 포함되었다. 에도 시대 후기, 시베쓰 군역은 동 에조치에 속하고 있었다. 국방을 위해 1799년에 시베쓰 군역은 천령이 되었다. 1869년 시베쓰 군이 두어졌고 홋카이도 네무로국에 속했다.